# Гущин, Валерий Иванович
Валерий Иванович Гущин (род. 18 августа 1945) — советский хоккеист, защитник. Хоккейный тренер и функционер.

## Биография
В 12 лет стал заниматься в детской спортивной школе хоккея «Динамо». Первый тренер Александр Квасников. В 17 лет Гущин стал тренироваться с командой мастеров под руководством Виктора Тихонова. В сезоне 1964/65 играл в первенстве РСФСР за «Мотор» Ярославль. На следующий год по рекомендации Квасникова перешёл в «Крылья Советов», где провёл семь сезонов. Начинал играть в молодёжной пятёрке Тюрин — Гущин, Марков — Петров — Городецкий. В 1972 году был приглашён Тихоновым в рижское «Динамо». По итогам сезона 1972/73 вышел с командой в высшую лигу, где провёл два года. Сезон 1975/76 провёл в новосозданной команде «Торпедо» Тольятти в первенстве области, после чего завершил карьеру игрока.
Окончил Московский областной педагогический институт им. Н.К. Крупской.
Два сезона был вторым тренером в «Торпедо» у Дмитрия Богинова, восемь сезонов — старшим тренером. Работал также администратором, врачом, селекционером.
В сезонах 1986/87 — 1989/90 работал вторым тренером у Владимира Васильева в воскресенском «Химике», был начальником команды.
Работал на руководящих должностях в ЦСКА (1991—1996) и «ХК ЦСКА» (1996—2002). Генеральный менеджер в «Химике» Мытищи (2006/07), «Ладе» (2008/09).
До 2014 года работал спортивным агентом. Среди клиентов — Евгений Кузнецов, Михаил Григоренко, Евгений Свечников, Андрей Свечников, Алексей Черепанов.
30 мая 2000 года попал в тяжёлую автоаварию. За 5 месяцев перенёс четыре операции и заражение крови.